# توبوليف تو-22
توبوليف تو-22 (لقب تعريف الناتو: بليندر "Blinder") هي قاذفة قنابل أسرع من الصوت وطائرة استطلاع سوفيتية الصنع.

## المواصفات
الخصائص العامة
- الطول:  ()
- باع الجناح:  ()
- الارتفاع:  ()

الأداء